# Шмидт, Вольфганг (немецкий политик)
Вольфганг Шмидт (нем. Wolfgang Schmidt; род. 23 сентября 1970, Гамбург) — немецкий политик и юрист. Член СДПГ. Федеральный министр по особым поручениям и руководитель Федеральной канцелярии в кабинете Олафа Шольца с 8 декабря 2021 года.
С марта 2011 года по март 2018 года был государственным советником в Гамбурге в Канцелярии Сената и уполномоченным представителем Свободного и Ганзейского города Гамбурга в федеральном правительстве, Европейского союза и иностранных дел, а с марта 2018 года по декабрь 2021 госсекретарем в федеральном Министерстве финансов. Шмидт — доверенное лицо и политический соратник канцлера Олафа Шольца (СДПГ).
Вольфганг Шмидт изучал право в Гамбурге и Бильбао с 1991 года и окончил учёбу в 1997 году, сдав первый государственный экзамен. Затем он три года проработал младшим научным сотрудником в Гамбургском университете, после чего завершил свою юридическую деятельность в Гамбурге и сдал второй государственный экзамен в 2002 году.
Был личным советником, а затем офис-менеджером генерального секретаря СДПГ Олафа Шольца (до 2005 года). Следовал за Шольцем в качестве офис-менеджера в парламентской группе СДПГ, а также в министерском офисе Федерального министерства труда и социальных дел — был заведующим кафедрой с 2009 по 2010 год. С 2010 по 2011 год являлся директором представительства Международной организации труда (МОТ) в Германии.

## Государственный совет в Гамбурге
С марта 2011 года по март 2018 года был статским советником Канцелярии Сената Гамбурга и уполномоченным представителем Европейского Союза. В 2014/15 году был председателем Немецкой конференции европейских министров, представляя Гамбург в Европейском комитете регионов с 2015 по 2018 год. Шмидт считался «неофициальным министром иностранных дел Гамбурга» во время его пребывания в должности и совместно отвечал за организацию саммита G20 в Гамбурге в 2017 году.

## Статс-секретарь в Федеральном министерстве финансов
Когда наставник Олаф Шольц перешел в федеральное правительство (кабинет Меркель IV), Шмидт, который считается ближайшим доверенным лицом Шольца, был назначен его официальным государственным секретарем в Федеральном министерстве финансов. Он возглавляет отдел по вопросам финансовой и экономической политики, международной финансовой и денежно-кредитной политики, а также отдел управления министерства. Кроме того, при Шольце в качестве вице-канцлера Шмидт отвечает за координацию социал-демократических министерств (так называемых «министерств») в федеральном правительстве.

## Обвинения и предварительное производство против Шмидта
В сентябре 2021 года Шмидта обвинили в том, что он рекламировал кандидата в канцлеры от СДПГ Олафа Шольца и его партию в социальных сетях в часы его работы в качестве государственного секретаря, что не разрешено законом. Федеральное министерство финансов заявило, что не может проверить, участвовал ли Шмидт в причастности к делу в свое рабочее время, поскольку часы работы государственных секретарей не регистрировались. Левый депутат Фабио Де Маси обратился в Федеральное контрольно-ревизионное управление для рассмотрения дела.
В середине сентября 2021 года прокурор Оснабрюка во главе с бывшим местным политиком ХДС Бернхардом Зюдбеком инициировал расследование против Шмидта по подозрению в нарушении служебной тайны и по подозрению в запрете сообщения о судебных слушаниях. В соответствии с разделом 353d Уголовного кодекса Оснабрюка получил ордер на обыск от Оснабрюкского районного суда Федерального министерства финансов. Шмидт опубликовал отрывки из этого решения, чтобы привлечь внимание к расхождениям между ордером на обыск и пресс-релизом прокурора.

## Руководитель Федеральной канцелярии
8 декабря 2021 года федеральный президент ФРГ Франк-Вальтер Штайнмайер назначил Шмидта членом кабинета Олафа Шольца в качестве руководителя федеральной канцелярии.

## Политическая партия
Является членом СДПГ с 1989 года.
С 2000 по 2001 год был членом правления Организации социалистической молодежи Европейского сообщества (ECOSY), Европейской ассоциации социал-демократических и социалистических молодёжных организаций. С 2001 по 2004 год был членом федерального совета Jusos, а также являлся вице-президентом Международного союза социалистической молодежи (IUSY), молодёжной организации Социалистического Интернационала.
С 2004 по 2008 год занимал должность почетного управляющего директора норвежско-немецкого фонда Вилли Брандта.

## Личная жизнь
Свободно говорит по-испански. 
Женат на мексиканке. У них двое детей, с которыми в настоящее время проживает в Берлине.
Увлекается глубоководной рыбалкой.